# Репинское сельское поселение (Смоленская область)
Репинское сельское поселение — упразднённое муниципальное образование в составе Ярцевского района Смоленской области России.
Административный центр — деревня Репино.
Образовано Законом Смоленской области от 28 декабря 2004 года. Упразднено Законом Смоленской области от 28 мая 2015 года с включением всех входивших в его состав населённых пунктов в Капыревщинское сельское поселение.

## Географические данные
- Расположение: северная часть Ярцевского района
- Общая площадь: 64,62 км²
- Граничит:
  - на севере — с Холм-Жирковским районом
  - на востоке — с Миропольским сельским поселением
  - на юге — с Капыревщинским сельским поселением
  - на юго-западе — с Кротовским сельским поселением
  - на западе — с Львовским сельским поселением
- По территории поселения проходит автодорога Ярцево — Репино.
- Крупные реки: Вопь, Вотря.

## Население
| 2007 | 2011 | 2012 | 2013 | 2014 | 2015 | 2016 |
| ---- | ---- | ---- | ---- | ---- | ---- | ---- |
| 527  | ↘438 | ↘415 | ↘382 | ↘372 | ↘362 | ↘353 |
| 2017 |      |      |      |      |      |      |
| ↗363 |      |      |      |      |      |      |

## Населённые пункты
На территории поселения находилось 6 населённых пунктов:
- Репино, деревня
- Климово, деревня
- Слизино, деревня
- Солнечная, деревня
- Суховарино, деревня
- Шурково, деревня